# Monumento Almeida Garrett
O monumento a Almeida Garrett, personalidade marcante do século XIX nascido no Porto, situa-se em frente à Câmara Municipal do Porto, na praça General Humberto Delgado ao cimo da Avenida dos Aliados.
Foi inaugurada em 11 de Novembro de 1954, para assinalar o centenário da morte do poeta, e realizada em bronze pelo escultor Salvador Barata Feyo.